# Fausto Dávila
Fausto Dávila (* 1858; † 28. November 1928) war vom 27. bis zum 31. März 1924 Präsident von Honduras.

## Leben
General Fausto Dávila war der Stiefbruder von Miguel R. Dávila.
1906 war Dávila Abgeordneter im Parlament für das Departamento de Santa Bárbara und Parlamentsvorsitzender.
Im Regierungskabinett von Francisco Bertrand 1911–1912 und im  Regierungskabinett von Miguel Paz Barahona war Fausto Dávila Außenminister. 
1924 war er nach dem Tod von Diktator Rafael López Gutiérrez kurzzeitig interimistisch Staatspräsident, während Tiburcio Carías Andino seine Machtübernahme schon eingeleitet hatte.
1928 war Dávila mit Mariano Vásquez Delegierter für Honduras bei der VI Conferencia Internacional Americana in Habana. Er war ein führender Vertreter der Konservativen und begünstigte die United Fruit Company in Honduras.